# Pegatina (mensajería)

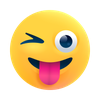
Ejemplo de emoji

Una pegatina (del inglés sticker) es una ilustración de un personaje que representa una emoción o una acción, con un estilo típicamente inspirado en dibujos animados o emojis japoneses. Ofrecen mayor variedad que los emoticonos y se basan en la cultura de Internet de "reacción mediante caras", dada su capacidad de representar lenguaje corporal y reacción facial. Las pegatinas son emoticonos elaborados, basados en personajes, y permiten comunicarse informalmente mediante extravagantes animaciones.

## Historia
Las pegatinas tienen su origen en 2011, cuando la compañía coreana Naver comenzó el desarrollo de Line en Japón. Debido al terremoto y tsunami de Japón de 2011, muchas de las redes de telefonía del país estaban debilitadas y las llamadas y mensajes de texto basados en datos funcionaban mejor que las llamadas y SMS convencionales. A principios de 2012, la notoriedad de Line y de los personajes de sus colecciones de pegatinas creció rápidamente, llegando estos personajes a convertirse en figuras de culto.

## Uso y modelo
Las pegatinas suelen ser de descarga gratuita, aunque hay tiendas en línea que ofrecen una gama más amplia a la venta. Las colecciones pueden estar dedicadas a temas específicos, personajes o marcas populares y franquicias mediáticas como Hello Kitty, Psy o los Minions de Despicable Me.
Hasta 2013, las pegatinas eran un fenómeno predominantemente asiático, pero, aprovechando el éxito de compañías como Line, empezaron a aparecer competidores en el mercado estadounidense.
Aproximadamente una tercera parte (30%) de los ingresos de Line provienen de las pegatinas. El éxito comercial de las pegatinas impulsó a muchas compañías a introducirlas en sus modelos de negocio. Path 3.0 añadió en 2013 a su red privada social la llamada "Tienda", parte de su estrategia de monetización de su aplicación, que permitía el uso de pegatinas. En abril de 2013, Facebook añadió pegatinas a su chat a través de una tienda de pegatinas. Muchas aplicaciones  de mensajería para teléfonos inteligentes usan pegatinas como método de monetización. Según una encuesta, casi un 40% de usuarios de teléfonos inteligentes usaban activamente pegatinas, y más de una quinta parte de los encuestados afirmaron haber pagado al menos una vez por pegatinas/emojis en aplicaciones de mensajería.